# جراحی قطع عضو
جراحی قطع عضو به جراحی گفته می‌شود که به عنوان آخرین را نجات یک بیمار مبتلا به بیماری‌هایی چون تومورهای بدخیم آلت تناسلی، پوست یا دستگاه ماهیچه‌ای، تمامی قسمت‌های پائین تر از کمر از جمله پاها و آلت تناسلی برداشته می‌شود.